# Hamidou Diallo
Hamidou Diallo, né le 31 juillet 1998 dans l'arrondissement du Queens à New York, est un joueur américain de basket-ball évoluant aux postes d'arrière et d'ailier.

## Biographie

### Jeunesse
Né de parents guinéens originaire de Mamou, Hamidou Diallo grandit à New York.

### Carrière universitaire
Lors de sa première saison universitaire sous le maillot des Wildcats du Kentucky, il inscrit 10,0 points et prend 3,6 rebonds de moyenne.

### Carrière professionnelle

#### Thunder d'Oklahoma City (2018-2021)
Après avoir retiré son nom de la draft NBA 2017, il retente sa chance en 2018 et est sélectionné au deuxième tour par les Nets de Brooklyn en 45e position, ses droits sont ensuite envoyés à Charlotte puis à Oklahoma City.
En juillet 2018, il s'engage pour les trois saisons à venir avec le Thunder d'Oklahoma City.
Le 16 février 2019, le rookie du Thunder remporte le Slam Dunk Contest de la NBA en sautant par-dessus Shaquille O'Neal.

#### Pistons de Détroit (2021-2023)
Le 12 mars 2021, il est échangé aux Pistons de Détroit contre Sviatoslav Mykhaïliouk et un second tour de draft 2018.

#### Wizards de Washington (janvier 2024)
En janvier 2024, Diallo signe un contrat de 10 jours avec les Wizards de Washington en NBA.

## Palmarès
- Vainqueur du Slam Dunk Contest lors du NBA All-Star Game 2019 à Charlotte[7].

## Statistiques

### Universitaires
| Saison    | Équipe   | Matchs | Titul. | Min./m | % Tir | % 3pts | % LF | Rbds/m. | Pass/m. | Int/m. | Ctr/m. | Pts/m. |
| --------- | -------- | ------ | ------ | ------ | ----- | ------ | ---- | ------- | ------- | ------ | ------ | ------ |
| 2017-2018 | Kentucky | 37     | 37     | 24,8   | 42,8  | 33,8   | 61,6 | 3,62    | 1,24    | 0,76   | 0,35   | 10,03  |
| Total     | Total    | 37     | 37     | 24,8   | 42,8  | 33,8   | 61,6 | 3,62    | 1,24    | 0,76   | 0,35   | 10,03  |

### Professionnels

#### Saison régulière
| Saison    | Équipe        | Matchs | Titul. | Min./m | % Tir | % 3pts | % LF | Rbds/m. | Pass/m. | Int/m. | Ctr/m. | Pts/m. |
| --------- | ------------- | ------ | ------ | ------ | ----- | ------ | ---- | ------- | ------- | ------ | ------ | ------ |
| 2018-2019 | Oklahoma City | 51     | 3      | 10,3   | 45,5  | 16,7   | 61,0 | 1,90    | 0,33    | 0,41   | 0,20   | 3,73   |
| 2019-2020 | Oklahoma City | 46     | 3      | 19,5   | 44,6  | 28,1   | 60,3 | 3,63    | 0,78    | 0,80   | 0,20   | 6,91   |
| 2020-2021 | Oklahoma City | 32     | 5      | 23,8   | 48,1  | 29,3   | 62,9 | 5,16    | 2,41    | 0,97   | 0,38   | 11,91  |
| 2020-2021 | Détroit       | 20     | 4      | 23,3   | 46,8  | 39,0   | 66,2 | 5,40    | 1,20    | 0,50   | 0,60   | 11,20  |
| 2021-2022 | Détroit       | 58     | 29     | 21,9   | 49,6  | 24,7   | 65,0 | 4,80    | 1,30    | 1,20   | 0,30   | 11,00  |
| Total     | Total         | 207    | 44     | 18,9   | 47,5  | 27,7   | 63,4 | 3,90    | 1,10    | 0,80   | 0,30   | 8,40   |

Mise à jour le 30 mai 2022

#### Playoffs
| Saison | Équipe        | Matchs | Titul. | Min./m | % Tir | % 3pts | % LF | Rbds/m. | Pass/m. | Int/m. | Ctr/m. | Pts/m. |
| ------ | ------------- | ------ | ------ | ------ | ----- | ------ | ---- | ------- | ------- | ------ | ------ | ------ |
| 2020   | Oklahoma City | 3      | 0      | 8,4    | 36,4  | 20,0   | 57,1 | 2,00    | 0,33    | 0,00   | 0,67   | 4,33   |
| Total  | Total         | 3      | 0      | 8,4    | 36,4  | 20,0   | 57,1 | 2,00    | 0,33    | 0,00   | 0,67   | 4,33   |

Mise à jour le 12 septembre 2020

## Records sur une rencontre en NBA
Les records personnels d'Hamidou Diallo en NBA sont les suivants, :
| Type de statistique        | Saison régulière | Saison régulière          | Saison régulière | Playoffs | Playoffs             | Playoffs     |
| Type de statistique        | Record           | Adversaire                | Date             | Record   | Adversaire           | Date         |
| -------------------------- | ---------------- | ------------------------- | ---------------- | -------- | -------------------- | ------------ |
| Points                     | 35               | Hornets de Charlotte      | 4 mai 2021       | 7        | @ Rockets de Houston | 18 août 2020 |
| Paniers marqués            | 14               | Hornets de Charlotte      | 4 mai 2021       | 2        | 2 fois               | 2 fois       |
| Paniers tentés             | 32               | Spurs de San Antonio      | 1er janvier 2022 | 6        | @ Rockets de Houston | 18 août 2020 |
| Paniers à 3 points réussis | 4                | 2 fois                    | 2 fois           | 1        | @ Rockets de Houston | 18 août 2020 |
| Paniers à 3 points tentés  | 8                | @ Clippers de Los Angeles | 14 août 2020     | 4        | @ Rockets de Houston | 18 août 2020 |
| Lancers francs réussis     | 9                | Nets de Brooklyn          | 29 janvier 2021  | 2        | 2 fois               | 2 fois       |
| Lancers francs tentés      | 9                | 4 fois                    | 4 fois           | 5        | @ Rockets de Houston | 29 août 2020 |
| Rebonds offensifs          | 6                | 2 fois                    | 2 fois           | 1        | 2 fois               | 2 fois       |
| Rebonds défensifs          | 12               | 2 fois                    | 2 fois           | 2        | 2 fois               | 2 fois       |
| Rebonds totaux             | 14               | 2 fois                    | 2 fois           | 3        | 2 fois               | 2 fois       |
| Passes décisives           | 10               | Timberwolves du Minnesota | 5 février 2021   | 1        | @ Rockets de Houston | 18 août 2020 |
| Interceptions              | 5                | 3 fois                    | 3 fois           | -        | -                    | -            |
| Contres                    | 3                | Celtics de Boston         | 25 octobre 2018  | 2        | @ Rockets de Houston | 29 août 2020 |
| Balles perdues             | 7                | @ Spurs de San Antonio    | 26 décembre 2021 | 1        | 2 fois               | 2 fois       |
| Minutes jouées             | 50               | Spurs de San Antonio      | 1er janvier 2022 | 15       | @ Rockets de Houston | 18 août 2020 |

- Double-double : 15
- Triple-double : 0

Dernière mise à jour : 16 août 2022